# Alexander Vilenkin
Alexander Vilenkin, russisch Александр Виленкин, ukrainisch Олександр Віленкін, Transkription Alexander Wilenkin, (* 13. Mai 1949 in Charkiw, Ukraine) ist ein ukrainisch-US-amerikanischer theoretischer Physiker, der sich mit Kosmologie beschäftigt.

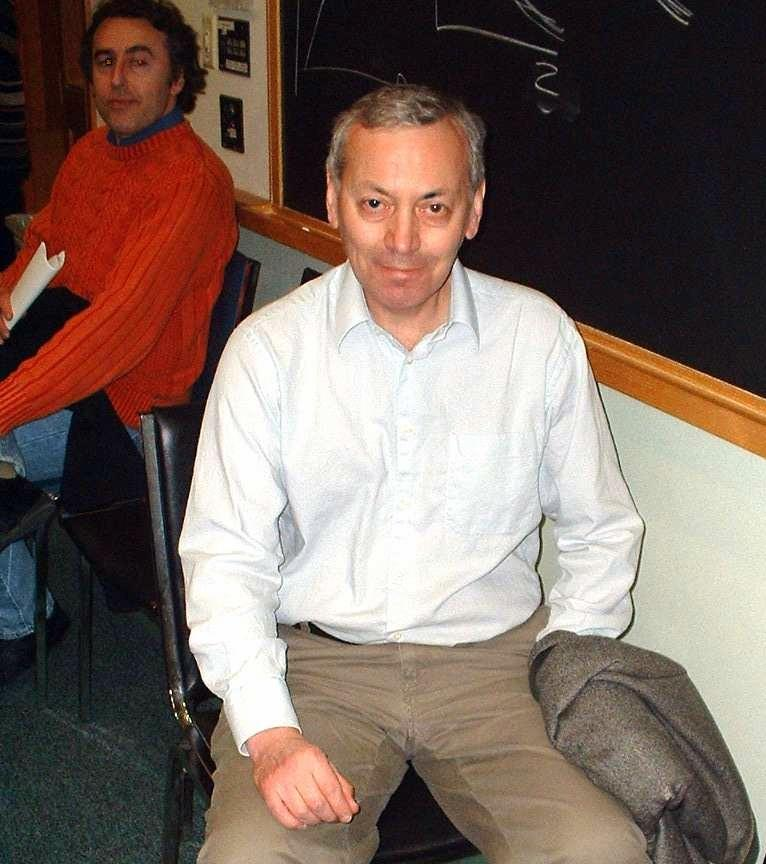
Alexander Vilenkin 2005 in Harvard

## Leben
Vilenkin studierte Physik an der Universität Charkow und machte dort auch 1971 sein Diplom, war aber aus politischen Gründen (er ist Jude, was in der damaligen Sowjetunion die wissenschaftliche Karriere und das Studium behinderte, und weigerte sich mit dem KGB zusammenzuarbeiten) von weitergehenden Studien ausgeschlossen. Er leistete dann seinen Wehrdienst und schlug sich als Hilfsarbeiter durch, unter anderem als Nachtwächter im Zoo. 1976 emigrierte er über Italien in die USA, wo er 1977 an der State University of New York in Buffalo promovierte. Als Post-Doktorand war er 1977/78 an der Case Western Reserve University. Ab 1978 war er an der Tufts University, ab 1979 als Assistant Professor. Dort ist er seit 1987 Professor für Physik und seit 1989 Direktor des Instituts für Kosmologie. 1992 war er als Fairchild Scholar am California Institute of Technology.
Er war Presidential young investigator der National Science Foundation (1984) und ist Fellow der American Physical Society. 2020 wurde Vilenkin in die National Academy of Sciences gewählt.
Er ist seit 1973 verheiratet und hat ein Kind.

## Lehre
Vilenkin ist bekannt für seine Idee „Ewiger Inflation“ (Eternal Inflation, 1983) und der quantenmechanischen Erzeugung des Universums aus dem Nichts (1982). Diese Tunnellösung (von einem Universum mit Radius 0, also dem „Nichts“, zu einem mit endlichem Radius) der Pfadintegralformulierung der Quantengravitation war eine Alternative zum gleichzeitig entwickelten „no boundary proposal“ von James Hartle und Stephen Hawking. Vilenkin zeigte auch, dass in seiner Lösung im Gegensatz zu der von Hawking und Hartle Inflation wahrscheinlich ist. In seiner Theorie ewiger Inflation argumentiert er, dass in fast allen inflationären kosmologischen Lösungen in einer Art Kettenreaktion ständig neue Universen gebildet werden, eine Idee, der auch Andrei Linde anhängt. Mit seinem Studenten Arvind Borde zeigte er, dass diese Modelle in der Vergangenheit eine Singularität besitzen müssen. In den 2000er Jahren entwickelte er mit Jaume Garriga daraus die Vorstellung einer unendlichen Vielzahl von parallel bestehenden Universen (Multiversum-Theorie), in denen jede Art möglicher Geschichte realisiert ist, und zwar unendlich oft, „many worlds in one“. Im Gegensatz zur ähnlich vorgehenden Viele-Welten-Interpretation der Quantenmechanik sind sie keine Superpositionen von Wellenfunktionen. Die Sonderstellung unseres Universums ergibt sich nach Vilenkin aus dem anthropischen Prinzip. Mit einer Variante dieses Prinzips (von ihnen Prinzip der Mittelmäßigkeit genannt) sagte Vilenkin 1995 einen von null verschiedenen Wert der kosmologischen Konstante voraus zu einer Zeit, als im Allgemeinen noch ein verschwindender Wert favorisiert wurde, vor der Entdeckung der beschleunigten Ausdehnung des Universums. Der heute akzeptierte Wert der kosmologischen Konstante hat nach seiner Theorie eine Wahrscheinlichkeit von 0,25.
Vilenkin leistete außerdem wichtige Beiträge zur Theorie kosmischer Strings, hypothetischen fadenförmigen Energiekonzentrationen in der Kosmologie, die eine Rolle bei der Strukturbildung im frühen Universum gespielt haben könnten.

## Schriften
- (als Alex Vilenkin): Kosmische Doppelgänger: Wie es zum Urknall kam – Wie unzählige Universen entstehen, Springer Verlag 2008, ISBN 3-540-73917-3 (Many worlds in one – in search for other universes. Hill and Wang 2006, ISBN 0-8090-9523-8)
- mit Paul Shellard: Cosmic Strings and other topological defects, Cambridge University Press, 1994, 2000